# Gudrun Burwitz
Gudrun Margarete Elfriede Emma Anna Burwitz (rođena Himmler) (München, 8. kolovoza 1929. – München, 24. svibnja 2018.) bila je jedino dijete iz braka Margarete i Heinricha Himmlera.
Nakon završetka Drugog svjetskog rata ostala je vezana ideologiji svog oca. Bila je aktivna u desničarskim ekstremističkim i neonacističkim krugovima, posebno u udruzi Stille Hilfe.
Dvije godine (1961. – 1963.) radila je pod lažnim imenom kao tajnica Savezne obavještajne službe (BND).